# 格朗尚 (萨尔特省)
格朗尚（法語：Grandchamp，法語發音：[ɡʁɑ̃ʃɑ̃]）是法国萨尔特省的一个市镇，属于马梅尔斯区。

## 地理
格朗尚（48°18'10"N, 0°10'58"E）面积5.38 平方千米，位于法国卢瓦尔河地区大区萨尔特省，该省份为法国西北部内陆省份，北起顺时针与奥恩省、厄尔-卢瓦省、卢瓦-谢尔省、安德尔-卢瓦尔省、曼恩-卢瓦尔省和马耶讷省接壤，是法国大西部的入口，连接卢瓦尔河谷、布列塔尼和巴黎盆地。
与格朗尚接壤的市镇（或旧市镇、城区）包括：卢维尼、图瓦雷苏孔唐索尔、谢朗塞、鲁埃塞方丹。

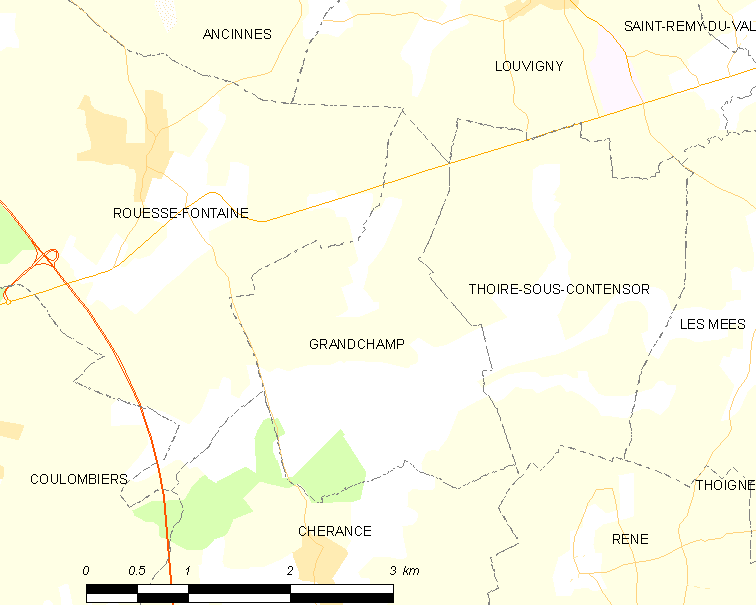
的OSM定位图

格朗尚的时区为UTC+01:00、UTC+02:00（夏令时）。

## 行政
格朗尚的邮政编码为72610，INSEE市镇编码为72142。

## 政治
格朗尚所属的省级选区为锡耶勒纪尧姆县。

## 人口

1962-2008年间人口变化图示

格朗尚于2022年1月1日时的人口数量为141人。